# Szypyliwka
Szypyliwka (ukr. Шипилівка) – wieś na Ukrainie, w obwodzie ługańskim, w rejonie siewierodonieckim. W 2001 liczyła 746 mieszkańców, spośród których 622 posługiwało się językiem ukraińskim, a 123 rosyjskim.